# Aleksiej Aksionow (kompozytor)
Aleksiej Nikołajewicz Aksionow (ros. Алексе́й Никола́евич Аксёнов; ur. 14 marca 1909, zm. 15 maja 1962 w Moskwie) – radziecki kompozytor i pedagog. W czasie II wojny światowej tworzył m.in. muzykę do animowanych filmów propagandowych w ZSRR. Absolwent Konserwatorium Moskiewskiego.

## Wybrana muzyka filmowa

### Filmy animowane
- 1936: W Afrikie żarko
- 1939: Kroniki wojenne
- 1939: Zwycięskie przeznaczenie
- 1942: Kino-Cyrk